# Димитър Димитриев
Димитър Димитриев е бивш български футболист, нападател.
Играл е за Владислав (Варна) от 1922 до 1936 г. Има 153 мача и 81 гола в градското и областно първенство на Варна и в държавното първенство на България. Трикратен шампион и носител на купата на страната през 1925, 1926 и 1934, вицешампион през 1928 и 1930 г. Има 3 мача за националния отбор.